# Sainte-Cécile, Manche
Sainte-Cécile är en kommun i departementet Manche i regionen Normandie i norra Frankrike. Kommunen ligger i kantonen Villedieu-les-Poêles som tillhör arrondissementet Saint-Lô. År 2022 hade Sainte-Cécile 785 invånare.

## Befolkningsutveckling
Antalet invånare i kommunen Sainte-Cécile
| Referens: INSEE |